# Васил Балев
Васил Балев е български поет, драматург и журналист.

## Биография
Роден e през 1985 г. в Карлово. Завършва Антропология и Българска филология в Софийския университет „Св. Климент Охридски“. Редактор във вестниците „Труд“ и „Преса“. Работи и в Народния театър „Иван Вазов“ – като драматург и библиотекар.

## Награди
През 2007 г. печели наградата за поезия на фондация „Св. Климент Охридски“.
Две поредни години взима втора награда на националния конкурс „Биньо Иванов“ (2008 и 2009).
През 2011 г. излиза книгата му „Злак“, за която е отличен с наградата за млад автор на конкурса „Иван Николов“ (2011).
През 2014 г. печели наградата „Иван Николов“ за книгата си „Стихотворения“, която е номинирана и за отличието „Христо Г. Данов“.
През 2021 г. е номиниран за наградата „Икар“ за драматургия – за пиесата „Свлачище“.